# 王子腾
王子腾，小说《红楼梦》中一個未出场的人物，為王夫人、薛姨妈與王子胜之兄、王熙鳳的伯父。王子腾祖上為都太尉统制县伯王公，襲爵位，是王家的掌門人。
入仕後，初任京营节度使，后升九省统制，並曾為賈雨村多次保奏。後奉旨查邊，旋升任九省都检点。王子騰是金陵四大家族最高級別的實權派官僚，也是支撐四大家族的頂樑柱。
程高本第九十六回中，王子腾回京赴任内阁大学士，途中暴病而亡。